# Bubble Memories: The Story of Bubble Bobble III
Bubble Memories: The Story of Bubble Bobble III es un videojuego de plataformas desarrollado por Taito en febrero de 1996 para Arcade. Es el último videojuego de la saga Bubble Bobble para máquinas recreativas. Cronológicamente, la historia comprende entre el Parasol Stars y el Bubble Symphony.

## Argumento
En una isla llamada Rainbow Island (Isla Arcoíris), hay una torre llamada Rainbow Tower (Torre Arcoíris). Esta torre sirve para vigilar y velar por la seguridad de los habitantes de la isla. En la torre viven dos hermanos inseparables, Bubby y Bobby. Un día, un malvado ser transforma a Bubby y Bobby en dragones. Solo hay una forma de que los hermanos vuelvan a sus formas humanas y es con el elixir conocido como la poción mágica arcoíris, pero por desgracia, el malvado ser ha roto y dividido el elixir en 7 pociones diferentes y las ha sellado en la torre, refugiándose él también en la misma. Bubby y Bobby empiezan a subir por la torre, para encontrar las 7 pociones y poder volver a sus formas humanas.

## Modo de juego
El objetivo del juego es conseguir las 7 pociones escondidas en la torre. El juego consta de 80 niveles, habiendo un jefe cada 10 niveles. El objetivo es eliminar a todos los enemigos del nivel para pasar al siguiente. A diferencia de los juegos anteriores de la saga, en el Bubble Memories aparecen versiones de los enemigos de la saga en tamaño gigante, que no pueden ser encerrados en las burbujas normales, pero por suerte, Bubblun y Bobblun son capaces de lanzar burbujas gigantes que sí pueden atrapar a los enemigos gigantes. Para lanzar estas burbujas, hay que dejar presionado el botón de burbuja hasta que al personaje la aparezca un halo de luz brillante sobre la cabeza. También se pueden encerrar burbujas pequeñas o varios enemigos normales en una burbuja grande. Si se coge una botella que proporcione al personaje algún tipo de burbuja diferente(como de rayos, agua, fuego, etc), el jugador puede lanzar burbujas gigantes de ese mismo tipo, siendo el efecto más poderoso y quitando más vida a los jefes del juego que una burbuja pequeña. Otra novedad respecto a juegos anteriores de la saga, es que en ciertos niveles hay zonas de agua, en las que tanto los personajes como los enemigos pueden entrar y nadar, moviéndose más lentos cuando están dentro. En el juego hay dos salas secretas, accesibles entrando por unas puertas, que solo aparecen en el nivel 7 y el 37, siempre que se llegue a esos niveles sin perder una vida, sino las puertas no aparecerán y no se podrá acceder a las salas secretas. Si se derrota al jefe de la ronda 70 y no se tienen las siete pociones, el juego se acaba, no se juegan las últimas 10 rondas y se consigue un final malo, donde Bubblun y Bobblun al no tener todas las pociones, no consiguen el efecto necesario para volver a sus formas humanas y en vez de eso son transformados en monstruos.